# Brzegi (powiat wielicki)
Brzegi – wieś w Polsce, położona w województwie małopolskim, w powiecie wielickim, w gminie Wieliczka.
W latach 1975–1998 wieś administracyjnie należała do województwa krakowskiego.
Na terenie Brzegów do Wisły tuż poniżej Stopnia Wodnego Przewóz uchodzi rzeka Serafa. Od zachodu graniczy z Krakowem.

## Integralne części wsi
| SIMC    | Nazwa       | Rodzaj    |
| ------- | ----------- | --------- |
| 0340115 | Duża Grobla | część wsi |
| 0340121 | Mała Grobla | część wsi |
| 0340138 | Paniekąt    | część wsi |
| 0340144 | Ulica       | część wsi |

## Historia
Nazwa miejscowości odzwierciedla pamięć o częstych zmianach koryta Wisły, w której starorzecza obfituje okoliczny krajobraz. Początki wsi sięgają roku 1315. Osobliwością związaną z początkami Brzegów jest przynależność wsi do kościelnego dziekanatu w Proszowicach. Wskazywałoby to, iż Brzegi musiały w momencie lokowania leżeć po lewej stronie Wisły. Dopiero w czasie zaborów zadekretowany został administracyjny związek Brzegów z Wieliczką.

### Wydarzenia w Brzegach
Brzegi zostały wskazane jako miejsce uroczystości XXXI Światowych Dni Młodzieży. 30 lipca 2016 odbyło się czuwanie z papieżem Franciszkiem, a 31 lipca 2016 msza na zakończenie ŚDM.